# Chemisorption
Chemisorption oder chemische Adsorption ist eine spezielle Form der Adsorption, bei der sich chemische Bindungen zwischen Adsorbat (sich an einer Grenzfläche anreichernder Stoff) und Adsorbens (kondensierte Phase, die die Grenzfläche bereitstellt) bilden, so dass das Adsorbens von einer Monolage des Adsorbats bedeckt wird. Damit unterscheidet sich Chemisorption von Physisorption, bei der die Adsorbate nur durch van der Waals-Wechselwirkungen an die Adsorbentien gebunden sind und auf letzteren Multilagen ausbilden können. Durch die Chemisorption wird das Adsorbat und/oder das Adsorbens chemisch verändert.

Meistens ist die Physisorption eine Vorstufe zur Chemisorption. Die Chemisorption ist im Unterschied zur Physisorption nicht immer reversibel und erfordert häufig eine hohe Aktivierungsenergie. Die Bindungsenergie beträgt typischerweise um 800 kJ/mol (ca. 8 eV/Atom) im Gegensatz zur Physisorption mit ca. 80 kJ/mol (ca. 0,8 eV/Atom). Maximal kann eine monomolekulare Schicht adsorbiert werden.  Die Chemisorption ist chemisch selektiv und findet nur bei bestimmten Adsorptiv-Substrat-Paaren statt.
Die mathematische Beschreibung der Adsorptionsisotherme erfolgte durch Irving Langmuir und ist streng genommen nur für eine monomolekulare Bedeckung der stationären Phase gültig.
Es ist üblich, von Chemisorption zu sprechen, wenn die Bindungsenergie Werte in der Größenordnung von Bindungen in Molekülen hat (100…800 kJ/mol), und von Physisorption, wenn sie wesentlich kleiner ist. Eine Einteilung der Sorption in Chemisorption oder Physisorption kann jedoch nicht allein auf Grund der Bindungsenergie erfolgen. Wichtigstes Kriterium für Chemisorption ist die chemische Veränderung (kovalente, ionogene oder metallische Bindung) des Adsorbats bzw. des Adsorbens. Dadurch kann in wenigen Kombinationen bereits bei niedrigen Bindungsenergien (z. B. 80 kJ/mol) eine Chemisorption vorliegen, während bei anderen Kombinationen noch bei 100 kJ/mol eine Physisorption vorliegt.
Der direkte Übergang eines Adsorbats von der schwachen Van-der-Waals-Bindung in der Physisorption zur Ausbildung einer chemischen Bindung wurde mit Hilfe der Rasterkraftmikroskopie nachgewiesen.
Die starke Bindung der Adsorbatmoleküle an das Substrat (meistens ein Metall) kann dazu führen, dass intramolekulare Bindungen in den adsorbierten Molekülen aufgelöst (Dissoziation) oder geschwächt werden. Dadurch sind diese Moleküle dann in einem sehr reaktiven Zustand. Dies wird bei der Heterogenen Katalyse ausgenutzt, das Substrat wird dann Katalysator genannt.
Die Wechselwirkung eines Katalysators mit verschiedenen Adsorbatmolekülen kann sehr unterschiedlich sein. Sogenannte Katalysatorgifte zeigen eine sehr hohe Bindungsenergie mit dem Substrat und besetzten so die gesamte Oberfläche. Sie verhindern so die Adsorption anderer Stoffe, deren Reaktionen dann nicht mehr katalysiert werden können.